# Indicatore (chimica)

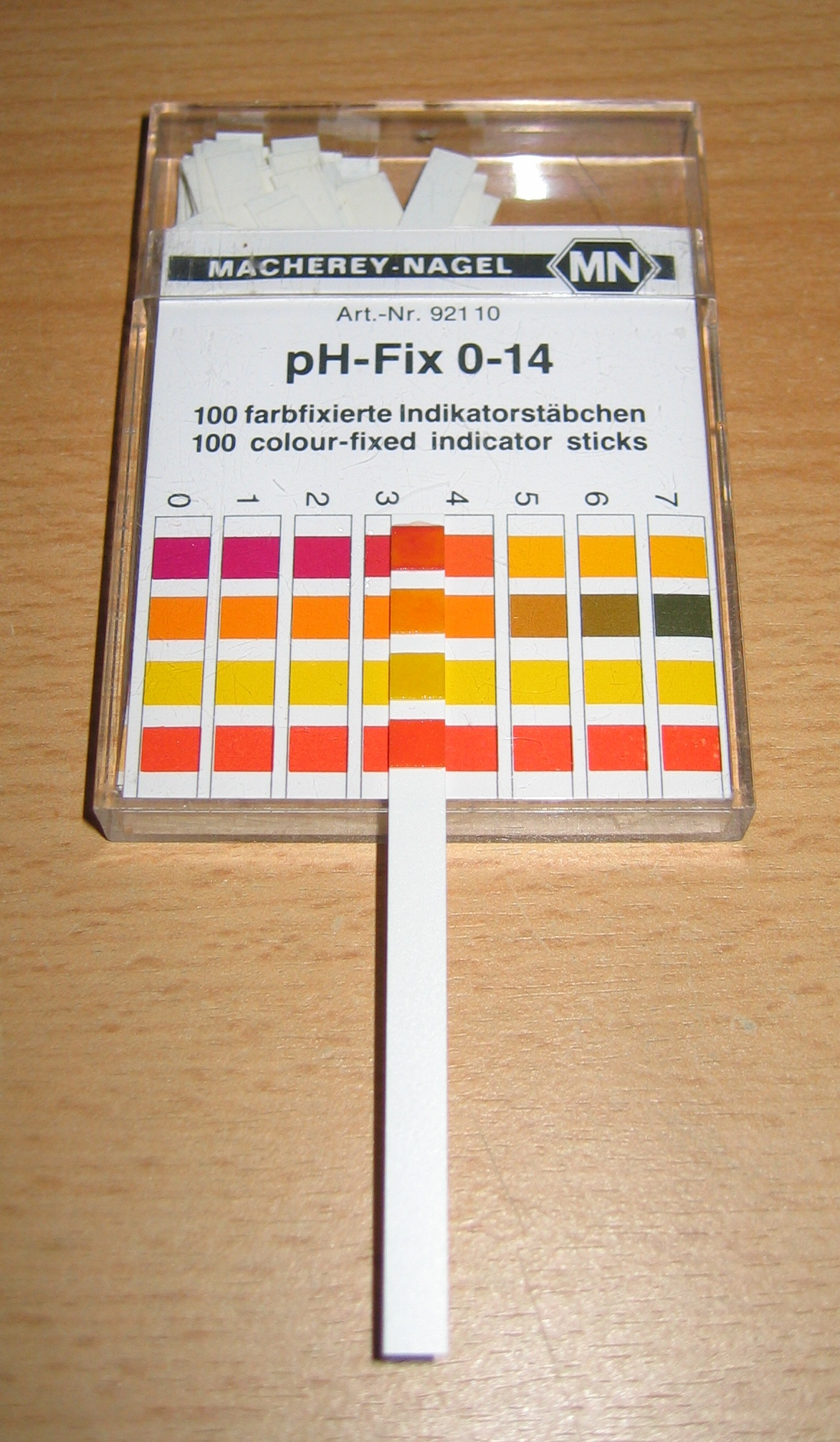
Cartine indicatrici universali.

Con il termine indicatore si intende, in chimica, un composto (o un sistema di più composti) in grado di subire modifiche facilmente osservabili – di solito il colore – in funzione dell'ambiente chimico in cui si trova (acido o basico, ossidante o riducente, ricco o povero di un dato ione, ecc.).
Gli indicatori vengono generalmente impiegati in soluzione nella conduzione di titolazioni o supportati su strisce di carta per rapide valutazioni (le cosiddette "cartine indicatrici").
Il fenomeno di variazione del colore di un indicatore viene detto "viraggio". L'intervallo di pH, di potenziale elettrico, o di concentrazione ionica in cui l'indicatore agisce è detto "campo di viraggio dell'indicatore". L'occhio umano recepisce una delle due forme colorate dell'indicatore quando questa è presente in rapporto almeno 10:1 sull'altra.
Esempi comuni di indicatore di pH sono le cartine al tornasole e gli indicatori universali (miscele di più indicatori, in striscia oppure liquide, in grado di coprire l'intera gamma dei possibili valori di pH delle soluzioni acquose). Anche estratti di vari vegetali e fiori contengono sostanze che possono fungere da indicatori.
Tra gli indicatori di ossido-riduzione (o "redox") il più comune è la salda d'amido iodata, che vira da incolore a blu scuro.
Tra gli indicatori ione-specifici più diffusi è da menzionare il nero eriocromo T, comunemente usato nella misura della durezza dell'acqua per via del suo viraggio da blu scuro a rosa intenso in presenza di ioni di calcio, di magnesio e di zinco.

## Classificazione

### Indicatori acido-base (o indicatori di pH)
Gli "indicatori di pH" sono composti chimici alocromici, ovvero che esibiscono un cambiamento visivo – generalmente di colore – nell'intorno del punto di equivalenza fra il passaggio da una forma acida a una forma basica, tale passaggio avviene per ciascun indicatore a un proprio valore di pH. Sono indicatori che vengono generalmente impiegati in soluzione nella conduzione di titolazioni o supportati su strisce di carta.
Al di fuori del suo campo di viraggio un indicatore è di scarsa utilità per la misura del pH, poiché si deduce solo che la soluzione ha un valore di pH maggiore o minore del pH di viraggio di quel certo indicatore senza avere una misura quantitativa. Nel caso delle misure di pH si utilizzano combinazioni di diversi indicatori, caratterizzati da diversi campi di viraggio a formarne uno combinato molto esteso: questi indicatori prendono il nome di "indicatori universali".
| nome convenzionale       | colore della forma acida | colore della forma basica | intervallo di viraggio |
| ------------------------ | ------------------------ | ------------------------- | ---------------------- |
| violetto di metile       | lilla                    | viola                     | 0,1 - 1,5              |
| viola basico 3           | giallo                   | verde                     | 0,0 - 0,8              |
| viola basico 3           | verde                    | blu                       | 0,8 - 1,8              |
| viola basico 3           | blu                      | blu-viola                 | 1,8 - 2,6              |
| blu di timolo            | giallo                   | blu                       | 1,2 - 2,8              |
| giallo di metile         | rosso                    | giallo                    | 2,9 - 4,0              |
| metilarancio             | rosso                    | giallo                    | 3,1 - 4,4              |
| blu di bromofenolo       | giallo                   | blu                       | 3,0 - 4,6              |
| verde di bromocresolo    | giallo                   | blu                       | 3,8 - 5,4              |
| rosso metile             | rosso                    | giallo                    | 4,2 - 6,2              |
| blu di bromotimolo       | giallo                   | blu                       | 6,0 - 7,6              |
| rosso fenolo             | giallo                   | rosso                     | 6,4 - 8,0              |
| rosso cresolo            | giallo                   | rosso                     | 7,2 - 8,8              |
| 1-naftolftaleina         | rosa                     | verde                     | 7,3 - 8,7              |
| fenolftaleina            | incolore                 | rosso cremisi             | 8,0 - 9,9              |
| timolftaleina            | incolore                 | blu                       | 9,3 - 10,5             |
| violetto di bromocresolo | giallo                   | violetto                  | 5,2 - 6,8              |
| trinitrotoluene          | incolore                 | arancio                   | 11,5 - 13,0            |

Esempi comuni di indicatori di pH sono le cartine al tornasole e gli indicatori universali (miscele di più indicatori, in striscia oppure liquide, in grado di coprire l'intera gamma dei possibili valori di pH delle soluzioni acquose).
Un indicatore chimico acido-base molto semplice, da preparare anche a casa o a scuola per uso didattico, è rappresentato da acqua di rubinetto nella quale è stato messo a macerare per una decina di minuti, a freddo, un po' di cavolo rosso tagliato fine. La soluzione ottenuta in tal modo, dal bel colore violetto, vira il colore dal rosso scuro al blu se viene messa in contatto prima con sostanze acide, come succo di limone o aceto, e poi con sostanze basiche, come comune sapone da bucato.

### Indicatori di ossido-riduzione
Un indicatore redox o indicatore chimico di ossido-riduzione, è una sostanza che è in grado di cambiare colore sotto l'azione di uno specifico potenziale elettrochimico.
Il requisito più importante per un indicatore è la cinetica di reazione che deve portare a un rapido cambiamento di colore. Differentemente da quanto si creda invece un indicatore redox può essere reversibile, pseudoreversibile oppure irreversibile.
Si dice 
- reversibile quando è possibile riottenere il colore iniziale facendo seguire la riduzione all'ossidazione (o viceversa) dell'indicatore. Un indicatore reversibile deve presentare entrambe le forme stabili. In alcuni casi la reversibilità può dipendere dai reagenti impiegati. Un esempio di indicatore reversibile è la ferroina.
- pseudoreversibile quando dal ciclo di ossidazione-riduzione dell'indicatore, si ottiene un composto differente chimicamente, ma che presenta una colorazione uguale o simile all'indicatore iniziale. Un esempio è l'acido N-fenilantranilico.
- irreversibile è un indicatore redox che dal ciclo di ossido-riduzione non fornisce lo stesso colore dell'indicatore iniziale. Un esempio ne è il nero naftile.

Composti chimici come alcuni ioni di sali inorganici colorati come ad esempio permanganato di potassio o dicromato di potassio, non sono tecnicamente classificati come indicatori redox poiché la loro ossido-riduzione cambia radicalmente la struttura molecolare.
Altra importante classificazione è quella che vede alcuni indicatori redox cambiare il loro potenziale di transizione (il potenziale a cui cambiano colore) in funzione del pH. Si dividono pertanto in pH dipendenti e pH indipendenti. Generalmente i pH dipendenti reagiscono al potenziale di transizione coinvolgendo nel meccanismo di reazione uno o più protoni (esattamente come avviene per gli indicatori di pH).

#### Indicatori redox pH indipendenti
| Indicatore                                 | {E0, V  | Colore della forma ossidata | Colore della forma ridotta |
| ------------------------------------------ | ------- | --------------------------- | -------------------------- |
| 2,2'-bipiridina (complesso con Ru)         | +1,33 V | incolore                    | giallo                     |
| nitrofenantrolina (complesso con Fe)       | +1,25 V | ciano                       | rosso                      |
| acido N-fenilantranilico                   | +1,08 V | violetto-rosso              | incolore                   |
| 1,10-fenantrolina (complesso con Fe)       | +1,06 V | ciano                       | rosso                      |
| N-etossicrisoidina                         | +1,00 V | rosso                       | giallo                     |
| 2,2`-bipiridina (complesso con Fe)         | +0,97 V | ciano                       | rosso                      |
| 5,6-dimetilfenantrolina (complesso con Fe) | +0,97 V | giallo-verde                | rosso                      |
| o-dianisidina                              | +0,85 V | rosso                       | incolore                   |
| difenilamminsolfonato di sodio             | +0,84 V | rosso-violetto              | incolore                   |
| difenilbenzidina                           | +0,76 V | violetto                    | incolore                   |
| difenilammina                              | +0,76 V | violetto                    | incolore                   |
| viologeno                                  | −0,43 V | incolore                    | blu                        |

#### Indicatori redox pH dipendenti
| Indicatore                              | E0, V a pH = 0 | E0, V a pH = 7 | Colore della forma ossidata | Colore della forma ridotta |
| --------------------------------------- | -------------- | -------------- | --------------------------- | -------------------------- |
| 2,6-dibromofenolo-indofenolo            | +0,64 V        | +0,22 V        | blu                         | incolore                   |
| o-cresolo-indofenolo                    | +0,62 V        | +0,19 V        | blu                         | incolore                   |
| tionina (o "violetto di Lauth")         | +0,56 V        | +0,06 V        | violetto                    | incolore                   |
| blu di metilene                         | +0,53 V        | +0,01 V        | blu                         | incolore                   |
| acido indigotetrasolfonico              | +0,37 V        | −0,05 V        | blu                         | incolore                   |
| acido indigotrisolfonico                | +0,33 V        | −0,08 V        | blu                         | incolore                   |
| indaco carminio (acido indigosolfonico) | +0,29 V        | −0,13 V        | blu                         | giallo                     |
| acido indigomonosolfonico               | +0,26 V        | −0,16 V        | blu                         | incolore                   |
| fenosafranina                           | +0,28 V        | −0,25 V        | rosso                       | incolore                   |
| safranina T                             | +0,24 V        | −0,29 V        | rosso-violetto              | incolore                   |
| Rosso Basico 5                          | +0,24 V        | −0,33 V        | rosso                       | incolore                   |

### Indicatori complessometrici
Gli indicatori complessometrici sono composti metallocromici, ovvero molecole chelanti nei confronti di specifici ioni metallici. Gli indicatori complessometrici principalmente utilizzati nell'analisi con EDTA sono:
| Indicatore              | pKa                              | Ioni titolabili              | Viraggio                                 |
| ----------------------- | -------------------------------- | ---------------------------- | ---------------------------------------- |
| calcone                 | In3− (13); HIn2− (10); H2In− (7) | Mg2+, Ca2+, Pb2+             | rosa/blu chiaro                          |
| NET                     | HIn2− (11,6); H2In− (6,3)        | Mg2+, Mn2+, Pb2+, Zn2+       | rosso/blu viola/blu                      |
| muresside               | H3In2− (10,9); H4In− (9)         | Ca2+, Cd2+, Co2+, Ni2+, Cu2+ | arancio/violetto giallo-arancio/violetto |
| acido solfosalicilico   | HIn- (11,7); H2In (2,7)          | Fe3+                         | rosso/giallo                             |
| acido calconcabossilico |                                  | Ca2+                         | rosso/blu                                |

### Indicatori di precipitazione
Gli indicatori maggiormente usati nelle titolazioni di precipitazione argentometriche (argentometria) sono strettamente legati alla tecnica di analisi effettuata:
- Il metodo di Mohr: utilizza come indicatore il cromato di potassio K2CrO4, questo dopo la precipitazione dell'alogenuro in esame forma un precipitato rosso mattone con l'argento di Ag2CrO4 che identifica il punto di equivalenza.
- Il metodo di Volhard: in questa tecnica l'indicatore è il complesso rosso di [FeSCN]2+ che si forma dopo la retrotitolazione dell'argento in eccesso con SCN− in presenza di Fe3+.
- Il metodo di Fajans: utilizza un indicatore di adsorbimento, la fluoresceina o diclorofluoresceina, il cui colore cambia quando viene adsorbita sui cristalli di cloruro d'argento che vengono a formarsi durante la titolazione.